# Bondigoux
Bondigoux település Franciaországban, Haute-Garonne megyében. Lakosainak száma 749 fő (2022. január 1.). Bondigoux Montvalen, Layrac-sur-Tarn, La Magdelaine-sur-Tarn, Villematier és Villemur-sur-Tarn községekkel határos.

## Népesség
A település népességének változása:
| Lakosok száma | 339  | 260  | 320  | 423  | 475  | 530  | 537  | 598  | 720  | 749  |
|               | 1968 | 1982 | 1999 | 2006 | 2011 | 2015 | 2017 | 2018 | 2020 | 2022 |